# Tabernacolo della Quarquonia

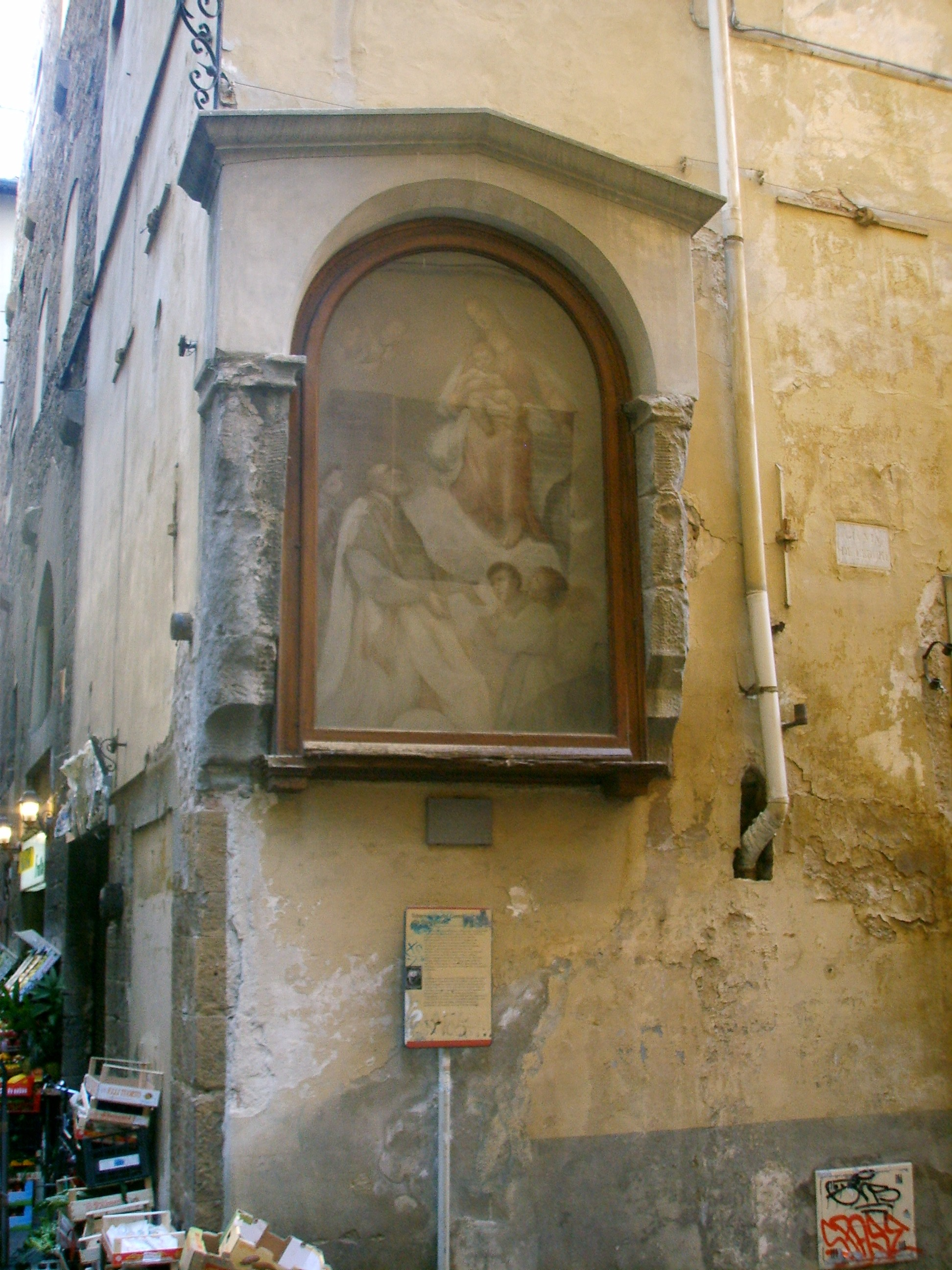
Il Tabernacolo della Quarquonia

Il tabernacolo della Quarquonia o della Quarconia è un tabernacolo che si trova in via dei Cimatori, nella parte più antica del centro storico di Firenze. Si trova all'angolo tra via dei Cimatori e via dei Cerchi, nello stesso isolato della torre dei Cerchi, davanti alla cosiddetta Loggia dei Cerchi.
Prende il nome dall'attiguo ospizio della Quarconia, fondato da Filippo Franci, dell'Ordine di San Filippo Neri come ricovero per orfani vagabondi.
Entro una cornice in pietra serena contiene il dipinto ad affresco raffigurante la  Madonna col Bambino con ai piedi san Filippo Neri con i monellini di Alessandro Gherardini (fine XVII secolo).
Il tabernacolo, con la lampada in ferro battuto ad illuminare l'incrocio, segnalava la presenza della pia casa del Rifugio dei poveri fanciulli, fondata da Ippolito Francini e poi semplicemente detta pia casa dei Monellini, il primo orfanotrofio per la correzione dei minorenni in Italia.